# Kamienica Pod Złotym Barankiem we Wrocławiu
Kamienica Pod Złotym Barankiem (lub "Pod Jagnięciem") – barokowa kamienica znajdująca się na ulicy Więziennej 19 we Wrocławiu.

## Historia i opis architektoniczny

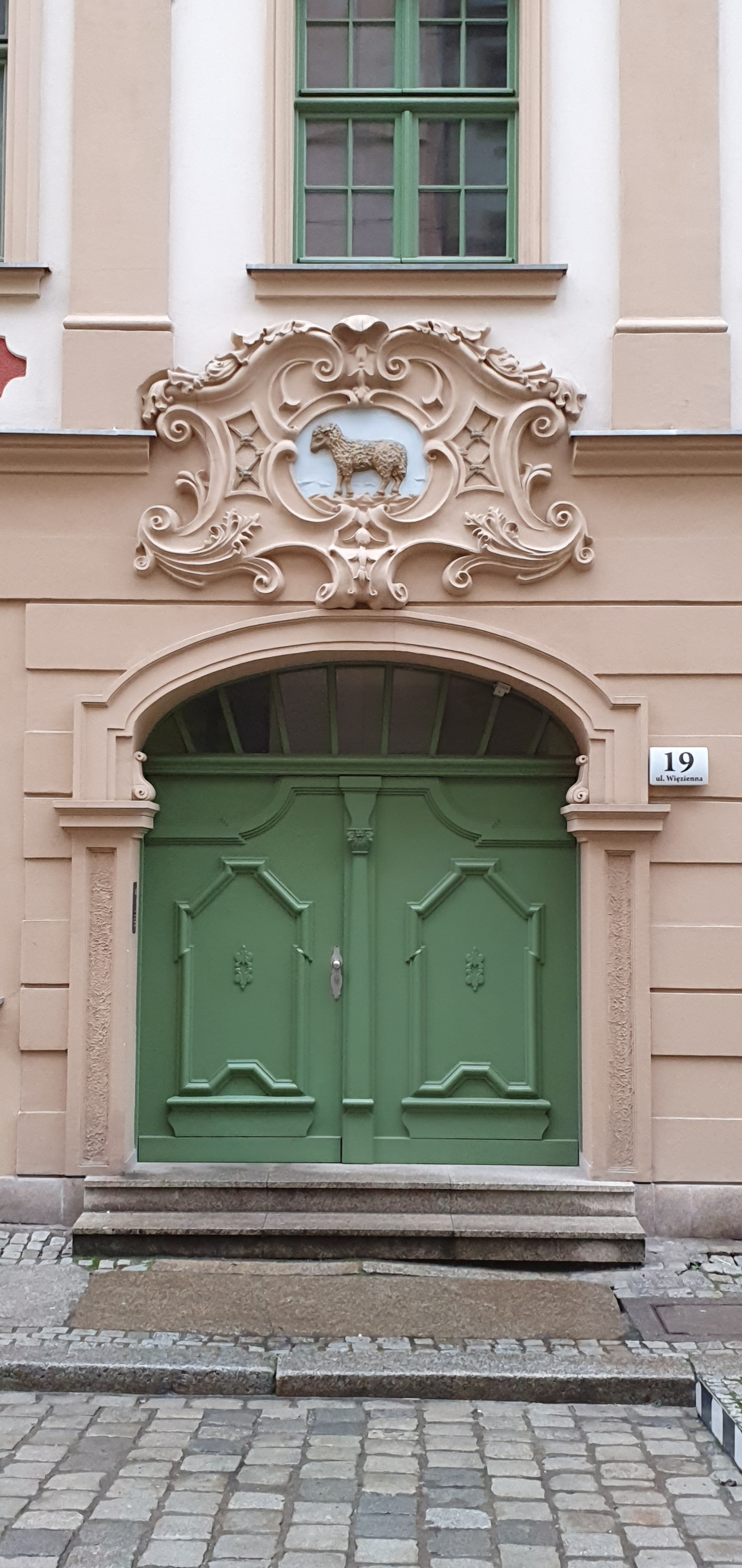
Portal

Trzykondygnacyjna kamienica została wzniesiona w 1776 roku w miejsce starszego budynku z wykorzystaniem jego murów. Dziewięcioosiowa fasada była artykułowana międzykondygnacyjnymi gzymsami; w narożach znajdowały się boniowane lizeny, parter był boniowany. Trzy środkowe osie okienne były otoczone na drugiej i trzeciej kondygnacji pilastrami wielkiego porządku i dodatkowo zaakcentowane pseudoryzalitem. Nad nimi wznosiła się dwukondygnacyjna facjata z pilastrową artykulacją a powyżej, w osi środkowej umieszczona była lukarna w architektonicznej obudowie. Budynek był pokryty mansardowym dachem o układzie kalenicowym. W czwartej osi licząc od południa umieszczony został portal a nad nim umieszczono supraportę z płaskorzeźbioną dekoracją w formie kartusza z motywami liści akantu, kratki regencyjnej oraz wolut. Pośrodku umieszczono godło domu a poniżej znajdowała się data wzniesienia kamienicy. Płaskorzeźba została zniszczono podczas odbudowy domu po 1945 roku, odtworzona w 2015 roku.

## Po 1945 roku
Podczas działań wojennych w 1945 roku budynek został częściowo zniszczony. Odbudowano go w bardzo uproszczonej formie, usunięto całkowicie wszelkie barokowe ozdoby. W 2015 roku kamienica, dzięki dotacji MKZ została wyremontowana i przywrócono jej barokowy wygląd elewacji.